# Mikrobiální palivový článek
Mikrobiální palivový článek (zkratka MFC, z anglického microbial fuel cell) je bioelektrochemický palivový článek, který vyrábí elektřinu z chemické energie organické hmoty s využitím bakterií.
MFC lze rozdělit do dvou základních skupin: mediátorové a bezmediátorové. První MFC, prezentované na počátku 20. století, používaly mediátor: chemikálii, která přenáší elektrony z bakterií v článku na anodu. Bezmediátorové MFC se objevily v 70. letech; využívají bakterie, které na své vnější membráně mají elektrochemicky aktivní redoxní proteiny, jako jsou cytochromy, které mohou přenášet elektrony přímo na anodu. V 21. století MFC začaly nacházet komerční uplatnění při čištění odpadních vod.

## Historie
Myšlenka využití mikroorganismů k výrobě elektřiny vznikla na počátku 20. století. Michael Cressé Potter se tomuto tématu věnoval od roku 1911. Podařilo se mu vyrobit elektřinu pomocí Saccharomyces cerevisiae, ale práce vyvolala jen malý zájem. V roce 1931 Barnett Cohen vytvořil mikrobiální články, které po zapojení do série byly schopny dávat napětí přes 35 V a proud asi 2 mA.
DelDuca et al. používali fermentaci glukózy pomocí Clostridium butyricum jako zdroj vodíku v anodové komoře MFC. Přestože článek fungoval, byl nespolehlivý kvůli nestabilní povaze produkce vodíku mikroorganismy. Tento problém vyřešil tým prof. Suzukiho v roce 1976  a o rok později vytvořili funkční prototyp
Na konci 70. let bylo o fungování mikrobiálních palivových článků známo málo. Koncept studovali Robin M. Allen a později od počátku 80. let H. Peter Bennetto. Jeho práce pomohla pochopit, jak mikrobiální palivové články fungují. MFC byly vnímány jako možný způsob výroby obnovitelné elektřiny pro rozvojové země.
V květnu 2007 vytvořila University of Queensland v Austrálii ve spolupráci s pivovarem Foster's Brewing prototyp MFC o objemu 10 litrů, který přeměňoval odpadní vodu z pivovaru na oxid uhličitý, čistou vodu a elektřinu. V plánu bylo vytvořit větší model pro nadcházející mezinárodní konferenci o bioenergii.

## Definice
Mikrobiální palivový článek je zařízení, které přeměňuje chemickou energii na elektrickou energii působením mikroorganismů. Články používají buď bioanodu a/nebo biokatodu. Většina MFC obsahuje membránu, která odděluje anodu (kde dochází k oxidaci) a katodu (kde dochází k redukci). Elektrony uvolňované při oxidaci jsou přenášeny na anodu buď přímo nebo pomocí redoxního mediátoru. Elektrony proudí ke katodě vnějším elektrickým obvodem. Rovnováha náboje je udržována pohybem iontů uvnitř článku, obvykle přes iontově propustnou membránu. Většina MFC používá organický donor elektronů, který je oxidován za vzniku CO2, protonů a elektronů, bylo však experimentováno i se sloučeninami síry nebo vodíkem. Jako akceptor elektronů na katodě je využíván nejčastěji kyslík (O2). Mezi další studované akceptory elektronů patří redukce oxidů kovů, redukce vody na vodík, redukce dusičnanů, a redukce síranů.

## Konstrukční typy mikrobiálních palivových článků

### Mediátorový MFC
Bakteriální buňky jsou většinou elektrochemicky neaktivní. Přenos elektronů z bakterií na elektrodu zprostředkovávají mediátory, například thionin, pyocyanin, methyl viologen, methylová modř, huminová kyselina nebo neutrální červeň. Dostupné mediátory jsou většinou drahé a toxické.[zdroj?]

### Bezmediátorový MFC

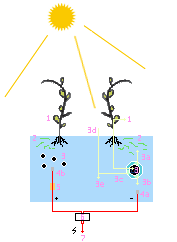
Rostlinný mikrobiální palivový článek (PMFC - plant MFC)

Bezmediátorové mikrobiální palivové články využívají elektrochemicky aktivní druhy bakterií, například Shewanella putrefaciens nebo Aeromonas hydrophila, které mohou přenášet elektrony přímo z bakteriálního respiračního enzymu na elektrodu. Některé bakterie jsou schopny přenést uvolněné elektrony přes pilus na svou vnější membránu. Charakteristiky bezmediátorových MFC nejsou jasně specifikovány (použité kmeny bakterií, typ iontoměničové membrány, teplota, pH atd.)
Bezmediátorové MFC mohou využívat odpadní vodu a získávat energii přímo z určitých rostlin a O2. Tato konfigurace je označována jako rostlinný mikrobiální palivový článek (PMFC - plant microbial fuel cell). Mezi vhodné rostliny patří zblochan vodní, spartina, rýže, rajčata, lupiny a řasy. Vzhledem k tomu, že energie je získávána pomocí živých rostlin (in situ), může být tato varianta ekologicky výhodnější.

### Mikrobiální elektrolýza
Mikrobiální elektrolýza (MEC) je v podstatě inverzní variantou bezmediátorového MFC. Přivedením vnějšího napětí se proces částečně obrátí a bakterie produkují vodík nebo metan. Úplné obrácení principu MFC je využito v mikrobiální elektrosyntéze, ve které je oxid uhličitý redukován bakteriemi pomocí vnějšího elektrického proudu za vzniku víceuhlíkových organických sloučenin. 

### Článek na bázi zeminy

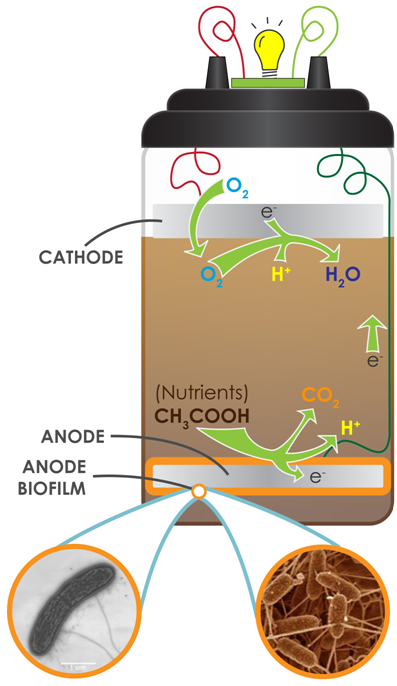
Půdní MFC

Mikrobiální palivové články na bázi zeminy (bahna) jsou v principu základní MFC, přičemž půda představuje jak anodové médium bohaté na živiny a vhodné mikroorganismy, tak protonově vodivou membránu (PEM). Anoda je umístěna v půdě v určité hloubce pod povrchem, katoda leží na povrchu půdy a je v kontaktu se vzduchem.
Zeminy přirozeně obsahují různé bakterie, včetně elektrogenních bakterií potřebných pro MFC, a komplexní cukry a další živiny, které pocházejí z rozkladu rostlinného a živočišného materiálu. Navíc aerobní (kyslík spotřebovávající) bakterie přítomné v půdě působí jako kyslíkový filtr (podobně jako drahé PEM materiály používané v laboratorních MFC systémech). Redoxní potenciál půdy proto s hloubkou klesá. Pro svou jednoduchost jsou půdní MFC vhodné pro školní experimenty.
Pro čištění odpadních vod byly použity sedimentové MFC (SMFC). Jednoduché SMFC mohou generovat energii při dekontaminaci odpadních vod. Většina takových SMFC obsahuje rostliny, čímž napodobují umělé mokřady.

### Fototrofní biofilm
Fototrofní biofilmové MFC (PBMFC) používají anodu tvořenou fototrofním biofilmem, který obsahuje fotosyntetizující mikroorganismy, jako jsou řasy a sinice. Ty pomocí fotosyntézy tvoří organické metabolity a uvolňují elektrony.
Podle studie z roku 2011 dosahují PBMFC měrný výkon postačující pro praktické aplikace.

## Typy membrán
Protonově propustná membrána (PEM – proton exchange membrane) je důležitou součástí MFC, odděluje anodový prostor s bakteriemi a živinami od katodového prostoru, umožňuje prostup protonů z anodové komory do katodové, ale brání prostupu kyslíku do anoxického prostředí anodové komory.

### Nafion
Klasickým PEM materiálem používaným pro membrány MFC je Nafion. Je však drahý a má nedostatky z environmentálního hlediska i z hlediska funkčnosti a životaschopnosti. Proto se hledají náhrady. Nadějné jsou například sulfonované aromatické uhlovodíky, zkoumány jsou i membrány na bázi polyvinylalkoholu, iontových kapalin a přírodních materiálů.

### Nanoporézní membrána
Námořní výzkumná laboratoř Spojených států vyvinula mikrobiální palivové články s nanoporézní membránou (nano-PEM), které využívají pasivní difúzi protonů uvnitř článku. Membrána je nanoporézní polymerní filtr (nylon, celulóza nebo polykarbonát). Oproti klasickému Nafionu má některé výhody, zejména větší odolnost a nižší cenu.

### Keramická membrána
PEM membrány lze nahradit keramickými materiály. Jejich hlavní výhodou je velmi nízká cena. Makroporézní struktura keramických membrán umožňuje dobrý transport iontových látek. Jako materiál membrány byly zkoušeny: kamenina, oxid hlinitý, mullit, pyrofylit a terakota.

## Proces produkce elektřiny
Když mikroorganismy metabolizují živiny (například cukr) v anaerobních podmínkách, mohou uvolňovat oxid uhličitý, hydrony (vodíkové kationty) a elektrony. Např. pro glukózu:
| C6H12O6 + 6H2O → 6CO2 + 24H+ + 24e− | \| \| \| \| \| \| \| \| | (1) |
|                                     |                         |     |
|                                     |                         |     |

Mediátorové mikrobiální palivové články využívají anorganické mediátory k napojení na dýchací řetězec buněk a odvedení elektronů. Mediátor prochází přes vnější buněčné lipidové membrány a bakteriální vnější membránu; pak začne zachycovat elektrony z dýchacího řetězce, které by normálně byly zachyceny kyslíkem nebo jinými meziprodukty.
Redukovaný mediátor opouští buňku se zachycenými elektrony, které přenáší na elektrodu; tato elektroda se stává anodou. Odevzdáním elektronů se mediátor recykluje do původního oxidovaného stavu a celý proces se opakuje. Popsaný proces může nastat pouze v anaerobním prostředí. V opačném případě bude elektrony zachytávat přednostně kyslík. Mezi potenciální mediátory lze zařadit přírodní červeň, methylenová modř, thionin a resorufin.
Mediátor a vhodné mikroorganismy, jako jsou kvasinky, jsou smíchány dohromady v roztoku, ke kterému je přidán substrát, například glukóza. Tato směs je uzavřena v utěsněné komoře, která brání přístupu kyslíku, čímž je mikroorganismus nucen využívat anaerobní dýchání. Do roztoku je umístěna elektroda, která funguje jako anoda.
Ve druhé komoře MFC je jiný roztok a kladně nabitá katoda. Je to ekvivalent kyslíkového akceptoru elektronů na konci dýchacího řetězce mimo buňku. Roztok ve druhé komoře je oxidační činidlo, které zachycuje elektrony z katody. Může to být kyslík, vhodnější je však pevné oxidační činidlo, které vyžaduje menší objem.
Elektrody jsou propojeny vodičem (nebo jinou elektricky vodivou cestou). Elektrický obvod je uzavřen přes solný můstek nebo iontoměničovou membránu, což umožňuje protonům uvolňovaným reakcí podle výše uvedené rovnice, aby procházely z anodové komory do katodové.
Redukovaný mediátor přenáší elektrony z buňky k elektrodě, kde se oxiduje odevzdáním elektronů. Elektrony putují vodičem k druhé elektrodě (katodě), čímž vzniká elektrický proud. Z katody elektrony přecházejí na oxidační materiál. Protony (kladné vodíkové ionty) se pohybují od anody ke katodě přes protonově propustnou membránu ve směru klesajícího koncentračního gradientu a slučují se s kyslíkem (oxidačním materiálem), přičemž přijímají elektrony.
Anorganický mediátor lze vynechat při použití některých druhů bakterií využívajících speciální dráhy přenosu elektronů, souhrnně označované jako mimobuněčný přenos elektronů, který za normálních okolností umožňuje bakterii redukovat sloučeniny mimo buňku nebo v  palivovém článku přenášet elektrony přímo na anodou.
V provozu MFC je anoda bakteriemi v anodové komoře vnímána jako koncový akceptor elektronů. Proto je mikrobiální aktivita silně závislá na redoxním potenciálu anody. Zdá se, že existuje určitý kritický anodový potenciál, při němž je výkon článku maximální.

## Aplikace

### Výroba elektřiny
Mikrobiální články by mohly být zdrojem elektřiny pro aplikace s nízkou spotřebou, například v bezdrátových senzorových sítích, kde by výměna baterií byla komplikovaná nebo nepraktická.
Protože jako "palivo" mikrobiálního článku lze použít prakticky jakýkoli organický materiál, jsou zvažovány možnosti jejich využití v čistírnách odpadních vod. Experimentálně byla ověřována výroba elektřiny z různých odpadních vod, včetně vody z chemických procesů.
Grafitové anody pokryté biofilmem poskytovaly vyšší výkon, než čistě uhlíkové elektrody.
Jednou z výhod MFC je možnost miniaturizace. Elektrody mohou v některých případech mít tloušťku pouze 7 μm a délku 2 cm, MFC by mohly dodávat obnovitelnou energii bez nutnosti dobíjení a nahradit tak baterie.
Mikrobiální články běžně fungují v rozsahu teplot 20 °C až 40 °C a při pH kolem 7,  postrádají však dlouhodobou stabilitu nutnou pro lékařské aplikace, jako jsou kardiostimulátory .
Emise palivových článků jsou hluboko pod regulačními limity. MFC přeměňují energii efektivněji než standardní spalovací motory, které jsou omezeny účinností Carnotova cyklu, MFC může teoreticky dosáhnout energetické účinnosti daleko přesahující 50 %. Rozendal vyráběl vodík s 8krát nižší spotřebou energie než konvenční technologie výroby vodíku. Elektrárny by mohly být založeny na vodních rostlinách, jako jsou řasy. Pokud by MFC systém byl umístěn vedle stávající elektrárny, mohl by sdílet elektrické vedení.

### Vzdělávání
Jednoduché mikrobiální palivové články jsou vhodné pro školní projekty (laboratorní cvičení), protože zasahují do více vědních oborů (mikrobiologie, geochemie, elektrotechniky atd.) a lze je vyrobit z běžně dostupných materiálů (zemina nebo předměty z lednice).

### Biosenzory
MFC mohou měřit koncentraci organických látek v odpadní vodě (tj. fungovat jako biosenzor), protože výstupní proud článku je této koncentraci přímo úměrný.
Znečištění vody je běžně hodnoceno pomocí biochemické spotřeby kyslíku (BSK). Hodnoty BSK se stanoví inkubací vzorků po dobu 5 dnů s vhodným zdrojem mikroorganismů, (obvykle aktivovaným kalem z čistíren odpadních vod). Snímač MFC může poskytovat hodnoty BSK v reálném čase, je však nutno eliminovat vliv kyslíku a dusičnanů, které snižují proud článku, což vede k podhodnocení BSK. Takové snímače jsou již komerčně dostupné.
Námořnictvo Spojených států zvažuje použití MFC pro senzory životního prostředí. Umožnilo by to sběr podmořských dat bez potřeby kabelové infrastruktury nebo nutnosti vyměňovat baterie.
V roce 2017 byl vyvinut autonomní biosenzor BSK/CHSK s vlastním napájením, který umožňuje detekci organických kontaminantů ve sladké vodě.

### Biologická dekontaminace
V roce 2010 bylo zkonstruováno zařízení schopné vyrábět elektřinu a redukovat ionty Cu2+ na kovovou měď.
Bylo ověřeno, že mikrobiální elektrolytické články, tj. MSC připojené na vnější zdroj napětí a pracující inverzně, mohou vyrábět vodík.

### Odsolování vody
V roce 2015 byla oznámena aplikace SMFC, která využívá vyrobenou elektřinu pro mikrobiální kapacitní odsolování . Bakterie produkují více energie, než je potřeba pro proces odsolování. Evropský výzkumný projekt úpravy mořské vody na sladkou vodu pro lidskou spotřebu dosáhl v roce 2020 spotřeby energie na odsolování kolem 0,5 kWh/m3, což představuje 85% snížení oproti nejmodernější používané technologii. Kromě toho biologický proces, ze kterého se získává energie, současně čistí zbytkovou vodu pro její vypuštění do životního prostředí nebo opětovné použití v zemědělství/průmyslu.

### Čištění odpadních vod
MFC se používají při úpravě vody pro získávání energie s využitím anaerobní digesce, přičemž může být zároveň snížen obsah patogenů. Nevýhodou jsou požadované teploty nad 30 °C a přeměna bioplynu na elektřinu v navazujícím kroku. Technickým problémem je odběr proudu z velkých ploch.

### Aplikace v oblasti sanace životního prostředí
Mikrobiální palivové články (MFC) mají jedinečnou schopnosti využívat metabolické aktivity mikroorganismů jak pro výrobu elektřiny, tak pro degradaci znečišťujících látek. Lze je proto využít při sanaci životního prostředí. Elektroaktivní mikroorganismy na anodě MFC se mohou aktivně podílejí na rozkladu organických polutantů, mohou proto být udržitelnou a účinnou metodou odstraňování znečišťujících látek. Lze je nasadit in situ k nepřetržité a autonomní sanaci kontaminovaných míst. Při čištění odpadních vod mohou současně vyrábějí elektřinu a zvyšovat kvalitu vody mikrobiální degradací organických kontaminantů. Sedimentové mikrobiální palivové články (SMFC) jsou schopny odstraňovat těžké kovy a živiny ze sedimentů. Spojením MFC s biosenzory je možné vzdálené monitorování prostředí v náročných lokalitách. Obecně aplikace mikrobiálních palivových článků při sanaci životního prostředí využívají jejich potenciál přeměnit znečišťující látky na obnovitelný zdroj energie a zároveň aktivně přispívat k obnově a ochraně ekosystémů.

## Problémy a pokroky
Mikrobiální palivové články (MFC) mají i své problémy. Jedním z nejvýznamnějších je optimalizace a stabilita výkonu MFC, vzhledem k řadě faktorů jako jsou mikrobiální rozmanitost, materiály elektrod a konstrukce článku. Vývoj nákladově efektivních elektrodových materiálů s dlouhou životností představuje další výzvu, protože přímo ovlivňuje ekonomickou životaschopnost MFC ve větším měřítku. Rozšíření MFC pro praktické aplikace navíc představuje technické a logistické problémy. Výzkum mikrobiálních palivových článků směřuje k řešení těchto překážek. Vědci aktivně zkoumají nové materiály elektrod, hledají nové druhy bakterií a optimalizují konfigurace článků, aby zlepšili účinnost,. Pokroky v syntetické biologii a genetickém inženýrství navíc otevřely možnosti pro vývoj nových mikroorganismů se zlepšenými schopnostmi přenosu elektronů, což by mohlo posunout hranice výkonu MFC. Společné multidisciplinárními úsilí přispívá k hlubšímu pochopení mechanismů MFC a rozšiřování jejich potenciálních aplikací.